# Alberto Ghilardi
Alberto Ghilardi (ur. 25 sierpnia 1909 w Rzymie, zm. 30 czerwca 1971 tamże) – włoski kolarz torowy, złoty medalista olimpijski.

## Kariera
Największy sukces w karierze Alberto Ghilardi osiągnął w 1932 roku, kiedy wspólnie z Nino Borsarim, Marco Cimattim i Paolo Pedrettim zdobył złoty medal w drużynowym wyścigu na dochodzenie podczas igrzysk olimpijskich w Los Angeles. Był to jedyny medal wywalczony przez Ghilardiego na międzynarodowej imprezie tej rangi, był to także jego jedyny start olimpijski. Nigdy nie zdobył medalu na torowych mistrzostwach świata.